# Llagunoa
Llagunoa je rod južnoameričog bilja iz porodice sapindovki. Postoje tri priznate vrste  manjeg drveća i grmova rasprostranjenog po zapadu Južne Amerike od Venezuele, (uz prekide) do Čilea, gdje je najjužniji predstavnik Llagunoa glandulosa.
Listovi su jednostavni ili 1–3-listasti, naizmjenični, nazubljeni. Cvjetovi su jednospolni, maleni na jednodomnim biljkama, pojedinačni ili skupljeni u pazušne skupine. Sjemenke se koriste za izradu krunica.
Ime roda Llagunoa je u čast španjolskog političara i književnika Eugenia de Llaguno y Amírole (1724–1799).

## Vrste
1. Llagunoa glandulosa G.Don
2. Llagunoa nitida Ruiz & Pav.
3. Llagunoa venezuelana Steyerm.

## Sinonimi
- Amirola Pers.
- Orbignya Bertero